# Aletia hyphilare
Aletia hyphilare là một loài bướm đêm trong họ Noctuidae.